# Fúting

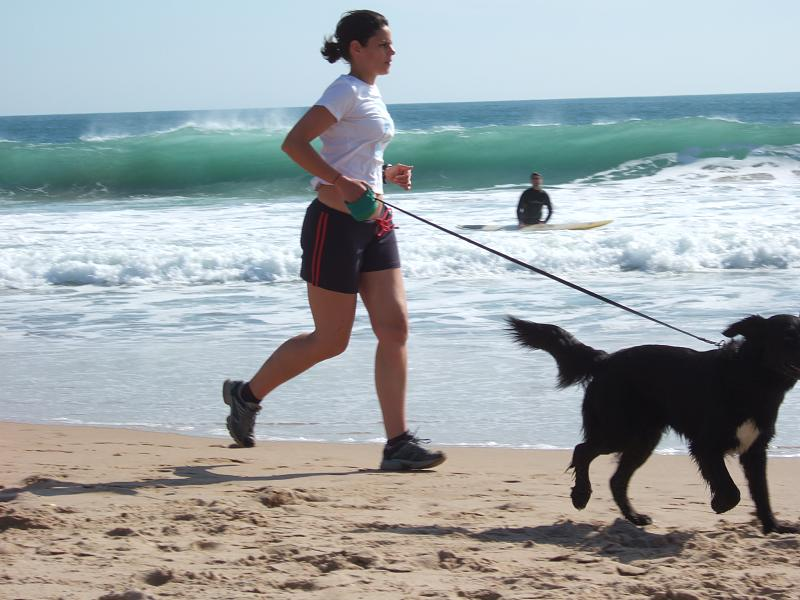
Dona fent fúting amb un gos

El fúting és un exercici que consisteix en una successió de marxes, curses i exercicis gimnàstics, fets a ritme sostingut, com a pràctica d'exercici físic. Pot alternar amb altres exercicis gimnàstics preparats en uns circuits. La diferència entre córrer i fer fúting no és completament clara, però se sol entendre que el fúting és a ritme constant i a una velocitat no extremadament ràpida. Alguns atletes d'alt nivell el fan com a part del seu escalfament.